# Sphaerochthonius pallidus
Sphaerochthonius pallidus är en kvalsterart som beskrevs av Muñoz-Mingarro 1987. Sphaerochthonius pallidus ingår i släktet Sphaerochthonius och familjen Sphaerochthoniidae. Inga underarter finns listade i Catalogue of Life.